# 松田功
松田 功（まつだ いさお、1968年1月24日 - ）は、日本の政治家。立憲民主党所属の衆議院議員（2期）。

## 来歴
愛知県名古屋市出身。1986年3月、愛知県立東郷高等学校卒業。同年4月、マツダタイプライターに就職。また、愛知大学法経学部2部経済学科に学び、1990年3月に同大学を卒業した。1993年、衆議院議員赤松広隆の秘書となる。
2003年、西春町議会議員に初当選。2006年、西春町は師勝町と合併し北名古屋市となり、同年、北名古屋市議会議員に初当選（民主党に所属）。
2017年10月9日、立憲民主党は第48回衆議院議員総選挙の第2次公認として、選挙区候補1人と、比例単独候補15人を発表。候補者が確定した。比例東海ブロックの名簿には青山雅幸（静岡1区）、日吉雄太（静岡7区）、吉田統彦（愛知1区）、近藤昭一（愛知3区）、赤松広隆（愛知5区）の重複立候補者5人がいずれも1位で、松田が単独6位で搭載された。同年10月31日、投開票。立憲民主党は同ブロックで5議席を獲得する要件を満たすが、近藤と赤松が小選挙区で当選したため、6人のうち残りの4人は全員自動的に当選することとなった。余った1議席分は自民党に譲渡され、田畑毅が当選した。
2018年7月30日、旧立憲民主党愛知6区総支部長に就任。
2020年6月29日、日本共産党愛知県委員会は、次期衆院選の愛知6区公認候補として元春日井市議会議員の内田謙を擁立すると発表した。9月25日、新「立憲民主党」愛知県連は、松田との候補者調整で、旧国民民主党に所属していた森本和義を愛知6区から愛知7区へ国替えすると発表した。9月29日、立憲民主党は常任理事会を開き、松田を次期衆院選愛知6区公認候補に内定した。
2021年10月6日、社民党は常任幹事会を開き、愛知6区に擁立していた党県連代表の平山良平を比例東海ブロックの単独候補とすることを決めた。10月13日、共産党は立憲民主党と競合する22の選挙区で候補者を取り下げる方針を発表。野党共闘を掲げ、候補者一本化を推し進めるが、愛知6区、7区はそのままとした。10月31日、第49回衆議院議員総選挙執行。愛知6区は自民党現職の丹羽秀樹が当選した。立憲民主党は比例東海ブロックで5議席を獲得。松田は14番目の惜敗率（56.48％）により比例復活もかなわず落選した。

### 新愛知16区
2022年6月16日、衆院選挙区画定審議会は岸田文雄首相に対して、新しい区割りである「10増10減」案を勧告。立憲民主党愛知県連は、新たに設置される見通しの新愛知16区（犬山市、江南市、小牧市、北名古屋市、西春日井郡、丹羽郡）に松田を擁立することを想定していたが、同年10月20日、国民民主党愛知県連が同選挙区に医師の福田徹を擁立すると発表した。
同年12月12日、出遅れた立憲民主党県連は記者会見を開き、新愛知16区に松田を擁立すると正式に発表した。県連代表の斎藤嘉隆は、国民民主党の現職がいる愛知県第2区について、「現職がいる選挙区は互いを優先していくと思う」とした一方で、「愛知16区については新たな選挙区でありますし、そのことも踏まえて現状においては競合していく」と話した。これに対し、国民民主党の地方議員は取材に応じ、「民主系が共倒れになってしまう」と懸念を示した。12月13日、立憲民主党は常任幹事会を開き、松田の公認を内定した。
2023年7月5日、日本維新の会は愛知16区に元県議の刀禰勝之を擁立すると発表した。
2024年10月3日、刀禰の出馬取りやめが報じられ、同月15日に公示された第50回衆議院議員総選挙の愛知16区からは松田、公明党新人の犬飼明佳、国民民主党新人の福田、日本共産党新人の松崎省三の計4人が立候補した。27日の投開票の結果、福田、犬飼に次ぐ3位で落選したものの、惜敗率93.73%で比例復活した。

## 政策・主張

### 憲法
- 憲法改正についての各メディアのアンケートの結果は以下のとおり。
  - 2017年 - 朝日新聞社には「賛成」と回答[25]。
  - 2021年 - 朝日新聞社には「どちらとも言えない」と回答[26]。NHKには「反対」と回答[27]。
  - 2024年 - NHKには回答しなかった[28]。

- 9条への自衛隊の明記について、2021年のNHKのアンケートで「どちらかといえば反対」と回答[27]。2024年のNHKのアンケートで「反対」と回答[28]。

- 憲法を改正し緊急事態条項を設けることについて、2021年の毎日新聞社のアンケートで「反対」と回答[29]。2024年のNHKのアンケートで「反対」と回答[28]。

### 外交・安全保障
- 安全保障関連法の成立について、2017年のアンケートで「どちらかといえば評価しない」と回答[25]。

- 「他国からの攻撃が予想される場合には敵基地攻撃もためらうべきではない」との問題提起に対し、2021年のアンケートで「どちらとも言えない」と回答[26]。

- 「北朝鮮に対しては対話よりも圧力を優先すべきだ」との問題提起に対し、2021年のアンケートで「どちらとも言えない」と回答[26]。

- 普天間基地の辺野古移設について、2021年のアンケートで「反対」と回答[26]。

- 徴用工訴訟などの歴史問題をめぐる日韓の関係悪化についてどう考えるかとの問いに対し、2021年の毎日新聞社のアンケートで「政府の今の外交方針でよい」と回答[29]。

- 北名古屋市議会議員在職時の2013年12月20日、山下隆義と金﨑慶子ともに、緊急事態基本法の早期制定を求める意見書を市議会に提出。同日、意見書は本会議で賛成多数で可決された[30][31]。

### ジェンダー
- 選択的夫婦別姓制度の導入についての各メディアのアンケートの結果は以下のとおり。
  - 2017年 - 朝日新聞社には「どちらかといえば反対」と回答[25]。
  - 2021年 - 朝日新聞社には「賛成」と回答[26]。
  - 2024年 - NHKには「賛成」と回答[28]。

- 同性婚を可能とする法改正についての各メディアのアンケートの結果は以下のとおり。
  - 2017年 - 朝日新聞社には「どちらともいえない」と回答[25]。
  - 2021年 - 朝日新聞社には「賛成」と回答[27]。「同性婚を制度として認めるべきだと考るか」との毎日新聞社のアンケートに対し、「認めるべきだ」と回答[29]。
  - 2024年 - NHKには「賛成」と回答[28]。

- 「LGBTなど性的少数者をめぐる理解増進法案を早期に成立させるべきか」との問題提起に対し、2021年の朝日新聞社のアンケートで「賛成」と回答[26]。

- クオータ制の導入について、2021年、2024年のNHKのアンケートで「賛成」と回答[27][28]。

### その他
- 「原子力発電への依存度について今後どうするべきか」との問題提起に対し、2021年のアンケートで「ゼロにすべき」と回答[27]。

- アベノミクスについて、2017年のアンケートで「どちらかといえば評価しない」と回答[25]。

- 安倍内閣による森友学園問題・加計学園問題への対応について、2017年のアンケートで「評価しない」と回答[25]。

- 森友学園への国有地売却をめぐる公文書改竄問題で、2021年5月6日、国は「赤木ファイル」の存在を初めて認めた[32]。しかし5月13日、菅義偉首相はファイルの存在を踏まえた再調査を行わない考えを報道各社に書面で示した[33]。9月の自民党総裁選挙で総裁に選出された岸田文雄も10月11日、衆議院本会議の代表質問で再調査の実施を否定した[34]。国の対応をどう考えるかとの問いに対し、2021年の毎日新聞社のアンケートで「さらに調査や説明をすべき」と回答[29]。

- 消費増税の先送りをどちらかと言えば評価する[25]。

- 共謀罪法をどちらかと言えば評価しない[25]。

- 長期的に消費税率を10％よりも高くすることに反対[25]。

- 幼稚園・保育所から大学まで教育を無償化すべきだ[25]。

- 当面は財政再建のために歳出を抑えるのではなく、景気対策のために財政出動を行うべきだ[25]。

- 経済競争力を多少犠牲にしても格差是正を優先すべきだ[25]。

- 財政赤字は危機的水準であるので、国債発行を抑制すべきだ[25]。

- 所得や資産の多い人に対する課税を強化すべきだ[25]。

## 所属団体・議員連盟
- たばこ産業政策議員連盟[35]

## 選挙歴
| 当落 | 選挙                         | 執行日         | 年齢 | 選挙区           | 政党         | 得票数    | 得票率 | 定数 | 得票順位 /候補者数 | 政党内比例順位 /政党当選者数 |
| ---- | ---------------------------- | -------------- | ---- | ---------------- | ------------ | --------- | ------ | ---- | ------------------ | ---------------------------- |
| 当   | 2003年旧西春町議会議員選挙   | 2003年4月27日  | 35   | ――               | 民主党       | 1036票    | ーー   | 20   | 1/23               | /                            |
| 当   | 2006年北名古屋市議会議員選挙 | 2006年4月23日  | 38   | ――               | 民主党       | 2258票    | ーー   | 24   | 2/31               | /                            |
| 当   | 2010年北名古屋市議会議員選挙 | 2010年4月18日  | 42   | ――               | 民主党       | 2307票    | ーー   | 24   | 1/29               | /                            |
| 当   | 2014年北名古屋市議会議員選挙 | 2014年4月26日  | 46   | ――               | 民主党       | 1370票    | ーー   | 21   | 5/28               | /                            |
| 当   | 第48回衆議院議員総選挙       | 2017年10月22日 | 49   | 比例東海ブロック | 旧立憲民主党 | ーー票    | ーー   | 21   | /                  | 4/4                          |
| 落   | 第49回衆議院議員総選挙       | 2021年10月31日 | 53   | 愛知県第6区      | 立憲民主党   | 7万6912票 | 32.96% | 1    | 2/3                | 14/5                         |
| 比当 | 第50回衆議院議員総選挙       | 2024年10月27日 | 56   | 愛知県第16区     | 立憲民主党   | 6万1792票 | 30.67% | 1    | 3/4                | 1/6                          |